# Stenellipsis basipustulata
Stenellipsis basipustulata är en skalbaggsart som beskrevs av Stefan von Breuning 1978. Stenellipsis basipustulata ingår i släktet Stenellipsis och familjen långhorningar. Inga underarter finns listade i Catalogue of Life.